# Liostomia clavula
Liostomia clavula är en snäckart som först beskrevs av Sven Lovén 1846.
Liostomia clavula ingår i släktet Liostomia och familjen Pyramidellidae. Arten är reproducerande i Sverige.

## Bildgalleri

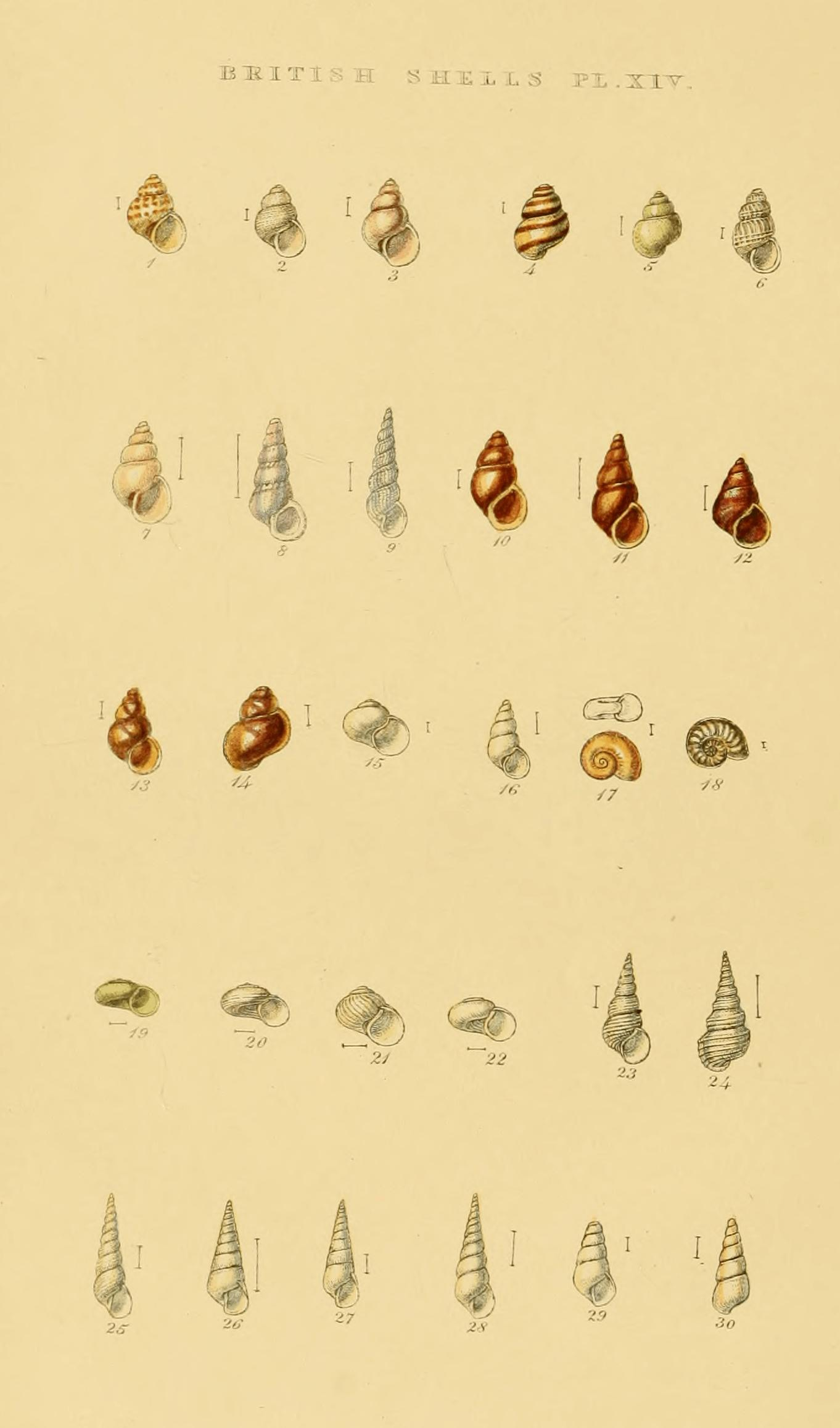